# Darkhan-Uul
Darkhan-Uul (Дархан-Уул en mongol, literalment “muntanya sagrada”) és un aimag al nord de l'estat de Mongòlia. Darkhan és el segon centre industrial de Mongòlia. La ciutat de Darkhan es va fundar el 17 d'octubre de 1961, com a segon centre industrial per tal de tractar de reduir la pressió migratòria cap a la capital Ulan Bator.

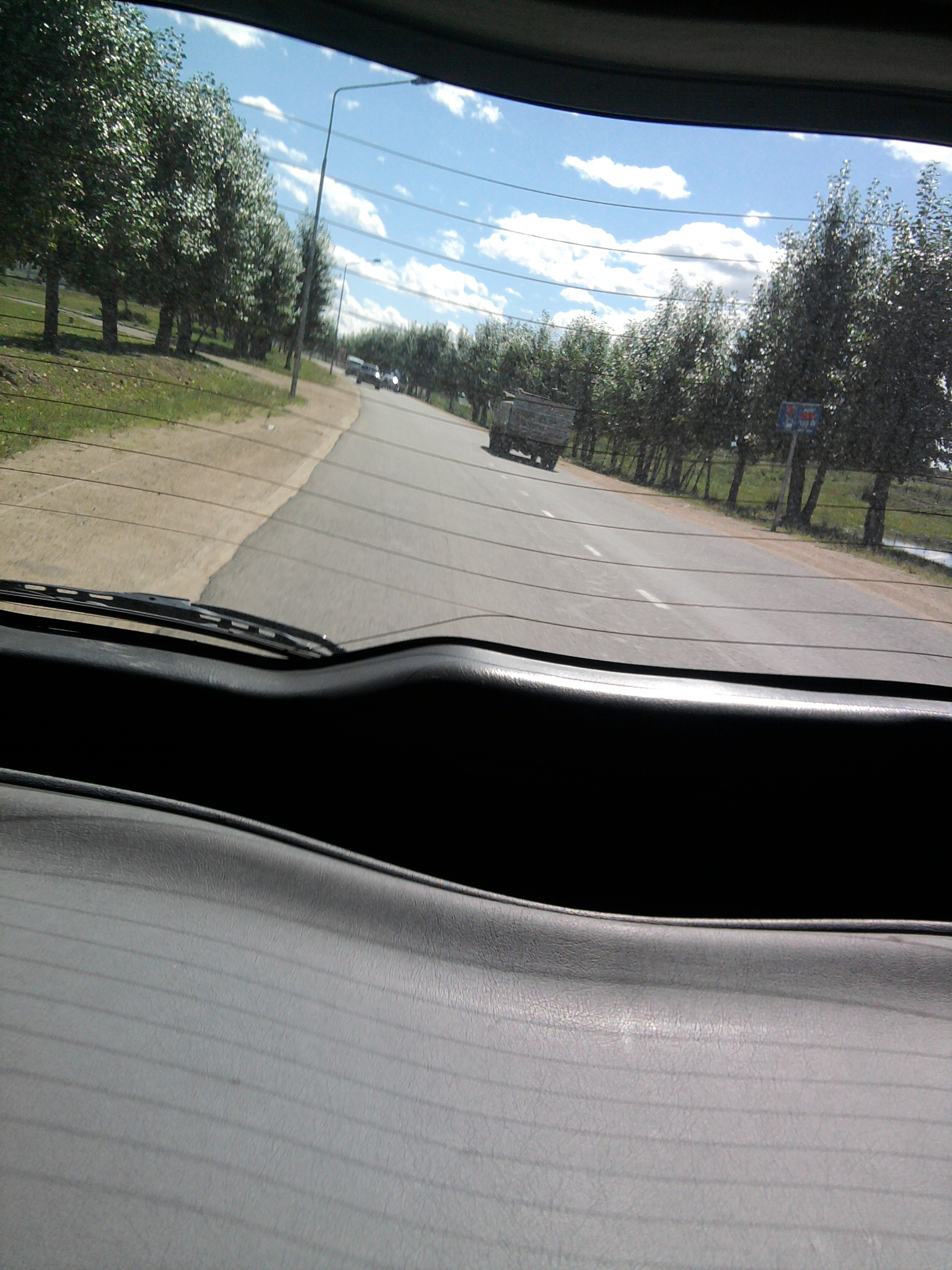
Carretera a la ciutat de Darkhan

| Sum         | En mongol | Població (2002) | Població (2004) | Població (2006) | Població (2008) | Població (2009) | Superfície (km²) | Densitat (/km²) |
| ----------- | --------- | --------------- | --------------- | --------------- | --------------- | --------------- | ---------------- | --------------- |
| Darkhan ₪   | Дархан    | 70.029          | 74.275          | 73.457          | 75.104          | 74.454          | 103              | 722,85          |
| Khongor     | Хонгор    | 5.628           | 5.390           | 5.404           | 5.115           | 5.603           | 2.533            | 2,21            |
| Orkhon      | Орхон     | 3.435           | 2.913           | 2.932           | 3.076           | 3.185           | 478              | 6,66            |
| Sharyngol ₪ | Шарынгол  | 8.376           | 7.848           | 7.634           | 7.798           | 8.116           | 160,6            | 50,54           |

₪ - assentament urbà